# 新海地共产党（马列）
新海地共产党（马列）（法語：Nouveau Parti Communiste Haïtien (Marxiste-Léniniste)，缩写为NPCH(ML)）是海地的一个共产主义政党。该党成立于2000年，由海地共产主义者统一党和海地工人党（这两个党由于之前的海地军事独裁政权的镇压而解散）的前成员建立。该党的意识形态是共产主义、马克思列宁主义、毛泽东思想。该党的政治立场是极左翼。该党的领袖是瓦妮娅·卢宾。该党的总部位于太子港。该党是革命政党和组织国际协调的创始成员。